# عبد الله الثنيان
عبد الله الثنيان لاعب نادي النصر
هو عبد الله الثنيان من مواليد العاصمة الرياض, مدافع سابق في نادي النصر و المنتخب السعودي.
تدرج عبد الله الثنيان في نادي النصر حتى وصل للفريق الأول لكرة القدم عام 1408هـ حيث قام المدرب البرازيلي جويل سانتانا بتصعيده للفريق الأول رغم صغر سنة حيث كان يمثل في نفس الوقت منتخب الناشئين.
في عام 1409هـ ساهم عبد الله الثنيان في تحقيق منتخب الناشئين لانجاز تاريخي بتحقيق كأس العالم للناشئين وانضم بعد ذلك للمنتخب الأول, واستمر مع نادي النصر حتى موسم 1413هـ الذي شهد ابتعاده عن الكرة بسبب خلافات مع إدارة النادي

## إسهاماته مع النصر
- الحصول على كأس دوري خادم الحرمين الشريفين عام 1409
- الحصول على كأس الملك عام 1410

## إسهاماته مع المنتخب
الحصول على كأس العالم للناشئين 1409هـ